# جيمس جايلز
جيمس جايلز (بالإنجليزية: James Giles)‏ هو فيلسوف وعالم نفس أمريكي، ولد في 1958.